# اندیس خاک صنعتی چلمبر
خاک صنعتی چلمبر یک اندیس غیرفلزی است که در حوالی شهر نوبران استان قزوین قرار دارد و مادهٔ معدنی موجود در آن، خاک صنعتی است.سنگ میزبان این اندیس پیروکلاستیک است و دیرینگی آن به دوران ائوسن می‌رسد. در این اندیس، پاراژنز‌های کوارتز و فلدسپات یافت می‌شوند.